# Travisia arborifera
Travisia arborifera är en ringmaskart som beskrevs av Fauvel 1932. Travisia arborifera ingår i släktet Travisia och familjen Opheliidae. Inga underarter finns listade i Catalogue of Life.